# Pompeckium
pompeckium e um genero da extinta familia eoorthidae que surgiu no cambriano

### species
- †pompeckium argentum
- †pompeckium kuthani[1][2][3]